# 五大汉
《五大汉》（英語：Five Tough Guys）是1974年上映的电影，由鲍学礼执导、王钟等人出演，该作主要讲述的是一群人去救被袁世凯囚禁的都督蔡松坡的故事。

## 劇情簡介
辛亥革命后，袁世凯囚禁了都督蔡松坡，而后一群人决定去解救都督蔡松坡，但是他们的计划却早已经被袁世凯知道了……

## 演员
- 陈观泰
- 王钟
- 史仲田
- 樊梅生
- 谷峰
- 何莉莉
- 凌雲
- 大前鈞
- 佟林
- 井淼
- 王青
- 楊志卿
- 江洋
- 楊澤霖
- 鄭康業
- 強漢
- 王將
- 盧葦
- 宓仁青
- 沈勞
- 何寶星
- 劉準
- 伍元勳
- 蔣少麟
- 馮克安
- 鮑嘉文
- 林文偉
- 雷龍
- 張作舟
- 丁東
- 譚寶
- 凌漢
- 袁日初
- 黃培基
- 袁祥仁
- 黃樹棠
- 董財寶
- 陳國權
- 吳池欽
- 梁尚雲
- 黃梅
- 韋白
- 徐少強
- 徐蝦
- 戚毅雄
- 神仙
- 林華
- 徐發
- 任世官

## 備註
1. ↑  Bill Palmer, Karen Palmer, Ric Meyers. . Scarecrow Press. 1995.
2. ↑  伍宏. . 团结出版社. 2008.
3. ↑  张骏祥, 程季华. . 团结出版社. 1995.

## 相關連結
- 互联网电影数据库（IMDb）上《五大汉》的资料（英文）
- 豆瓣电影上《五大汉》的資料 （简体中文）
- 香港影庫上《五大汉》的資料（繁體中文）
- 爛番茄上《五大汉》的資料（英文）